# THE BREASTROKE
『THE BREASTROKE -THE BEST OF COALTAR OF THE DEEPERS-』（ザ・ブレストローク　ザ・ベスト・オブ・コールター・オブ・ザ・ディーパーズ）は、COALTAR OF THE DEEPERSの1枚目のベスト・アルバム。1998年12月16日（再発盤は2008年9月24日）にMUSIC MINEから発売された。
同バンド初のベスト・アルバム。インディーズ時代の音源やビクターより発表された楽曲に加えて、セルフカヴァーによる再録が収録されている。なお、『SUBMERGE』には『The Breastroke (edo techno - surf thrash)』という曲が存在するが、本アルバムには未収録となっている。

## 収録曲
1. Raising Slowly [0:49]
2. My Speedy Sarah [5:12]
『SINKING SLOWLY』収録。
3. Blink [Spinning A Sweet Daydreams] [4:53]
『THE VISITORS FROM DEEPSPACE』収録。
4. Submerge [The Theme From Red Anger] [6:04]
『SUBMERGE』収録。
5. The Lightbed [5:42]
『WHITE E.P.』収録。
6. Charming Sister, Kiss Me Dead!! [5:10]
『QUEEN'S PARK ALL YOU CHANGE』収録。
7. Deepers're Scheming [7:11]
『SINKING SLOWLY』収録。
8. Snow (extended) [8:56]
『THE VISITORS FROM DEEPSPACE』収録。
9. Sarah's Living For A Moment [4:56]
『QUEEN'S PARK ALL YOU CHANGE』収録。
10. Mummylover [4:30]
『WHITE E.P.』収録。
11. Amethyst [4:20]
『THE VISITORS FROM DEEPSPACE』収録。
12. Cell [Cat E.P.1] [3:32]
『CAT E.P.1』、『SUBMERGE』収録。
13. Sinking Slowly ～ Breastroke [11:43]
『SINKING SLOWLY』収録。